# Razia Patera
La Razia Patera è una struttura geologica della superficie di Venere.